# Tiếng Jeju
Tiếng Jeju (tiếng Hàn Quốc: 제주어 Jeju-eo, tiếng Tế Châu và tiếng Jeju: 제주말 Jeju-mal) là một ngôn ngữ Triều Tiên nói trên đảo Jeju, Hàn Quốc. Dù thường được cho là phương ngôn Jeju (tiếng Hàn Quốc: 제주방언 Jeju bang'eon) của tiếng Triều Tiên, thứ tiếng này ngày một được nhìn nhận là một ngôn ngữ bởi cả chính quyền địa phương lẫn giới học thuật nước ngoài.
Hệ thống phụ âm tiếng Jeju tương tự tiếng Triều Tiên Seoul, song tiếng Jeju có hệ thống nguyên âm lớn, nguyên thủy hơn. Tiếng Jeju là một ngôn ngữ chắp dính thêm hậu tố, giống tiếng Triều Tiên. Theo sau danh từ là tiểu từ mà trong nhiều trường hợp đóng vai trò như từ chỉ cách. Động từ biến tố để thể hiện thì, thể, thức, tính hữu chứng, địa vị xã hội, mức độ trang trọng, cùng một số thông tin ngữ pháp khác. Tiếng Triều Tiên và Jeju khác nhau đáng kể về hình hệ động từ. Ví dụ, thể tiếp diễn trong tiếng Jeju vắng mặt trong tiếng Triều Tiên. Dù phần lớn khối từ vựng có chung với tiếng Triều Tiên, ngôn ngữ này lưu giữ nhiều từ hiện diện trong tiếng Triều Tiên trung đại nay đã mất đi trong tiếng Triều Tiên chuẩn. Tiếng Jeju không thông hiểu với các phương ngữ tiếng Triều Tiên trên đất liền.
Từ trước thế kỷ XV, tiếng Jeju đã tách biệt khỏi tiếng Triều Tiên Seoul. Người Triều Tiên thế kỷ XVI từ đất liền cũng không thông hiểu được nó. Trải qua cuộc khởi nghĩa Jeju (1948), cuộc chiến tranh Triều Tiên, rồi quá trình hiện đại hoá Hàn Quốc, ngôn ngữ này ngày càng mai một. Tất cả người nói lưu loát trên đảo Jeju đều trên 70 tuổi. Hầu hết người trên đảo Jeju nói một dạng tiếng Triều Tiên với một lớp nền tiếng Jeju. Ngôn ngữ này có phần ổn định hơn trong cộng đồng kiều dân ở Osaka, Nhật Bản, song cả ở đây, người trẻ tuổi chủ yếu nói tiếng Nhật. Từ năm 2010, UNESCO xác định rằng đây là một ngôn ngữ bị "đe doạ nghiêm trọng", mức đe doạ cao nhất.

## Địa vị ngôn ngữ cùng mối quan hệ với tiếng Triều Tiên

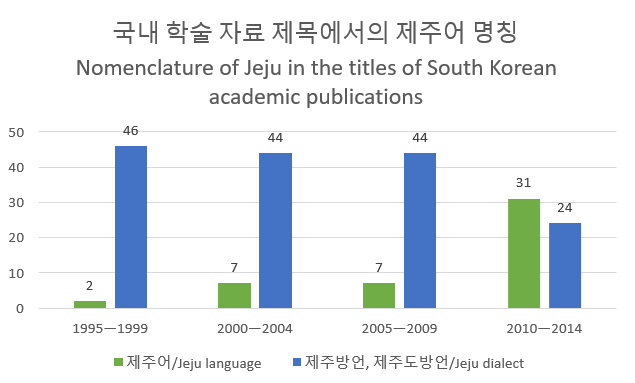
Địa vị "ngôn ngữ"/"phương ngữ" của tiếng Jeju trong tư liệu hàn lâm xuất bản tại Hàn Quốc.

Tiếng Jeju có quan hệ gần gũi với tiếng Triều Tiên. Trong quá khứ, nó thường bị coi là một phương ngữ Triều Tiên dị biệt khác thường. Cả Quốc lập Quốc ngữ viện lẫn Bộ Giáo dục đều vẫn xem nó là phương ngữ. Tuy cụm từ "tiếng Jeju" (tiếng Hàn Quốc: 제주어, Jeju-eo) xuất hiện từ năm 1947, phải đến giữa thập niên 1990 thì nó mới dần phổ biến trong giới học thuật Hàn Quốc. Dù "phương ngữ Jeju/Tế Châu phương ngôn" vẫn được ưa dùng hơn trong suốt thập niên 2000, đến thập kỷ 2010, đa phần giới học thuật Hàn Quốc đã chuyển sang "tiếng Jeju". Trước đó vài năm, chính quyền địa phương cũng lấy "tiếng Jeju" làm tên gọi chính, như trong Điều lệ Bảo tồn và Phát triển tiếng Jeju (tiếng Hàn Quốc: 제주어 보전 및 육성 조례 Jeju-eo bojeon mit yukseong jorye) năm 2007. Chuyên khảo tiếng Anh duy nhất hiện có về tiếng Jeju, ra mắt năm 2019, cũng gọi nó là "ngôn ngữ".
Tiếng Jeju không thông hiểu kể cả với phương ngữ tiếng Triều Tiên hiện đại cực nam. Trong một cuộc khảo sát năm 2014 về độ mức độ thông hiểu, người nói tiếng Triều Tiên từ ba vùng phương ngữ khác nhau (Seoul, Busan, Yeosu) được tiếp xúc với tiếng Jeju trong vòng một phút, với sự tham gia người bản ngữ tiếng Jeju. Nói chung, người bản ngữ tiếng Triều Tiên từ cả ba vùng phương ngữ trả lời đúng chưa tới 10% câu hỏi nghe hiểu cơ bản, còn người bản ngữ tiếng Jeju trả lời đúng đến hơn 89%. Kết quả này ngang hàng với mức độ thông hiểu tiếng Na Uy đối với người bản ngữ tiếng Hà Lan. Kiều dân Jeju ở Nhật Bản cũng ghi nhận rằng họ thường dùng đến phụ đề tiếng Nhật khi xem chương trình truyền hình Hàn Quốc.

## Phân bố địa lý
Trước đây, tiếng Jeju được nói khắp tỉnh Jeju (trừ quần đảo Chuja nằm ở giữa đảo Jeju với bán đảo Triều Tiên, nơi người dân nói một phương ngữ tiếng Triều Tiên miền Tây Nam). Đây còn ngôn ngữ của một bộ phận kiều dân thế hệ thứ nhất và thứ hai trong đồng người Triều Tiên Zainichi ở Ikuno-ku, Osaka, Nhật Bản.
So với các nhóm phương ngữ Triều Tiên đất liền, tiếng Jeju kém cạnh về độ đa dạng. Đôi lúc người ra đặt ra phương ngữ bắc và nam, lấy Hallasan làm cột mốc địa lý, song một đường phương ngữ đông-tây, cắt ngang thành phố Jeju và Seogwipo có thể lý giải thoả đáng cho một vài khác biệt địa phương. Một cuộc khảo sát 2010 về biến thể địa phương của 305 mục từ chỉ ra rằng cả trục bắc-nam lẫn đông-tây tồn tại, tức có bốn phương ngữ tiếng Jeju.

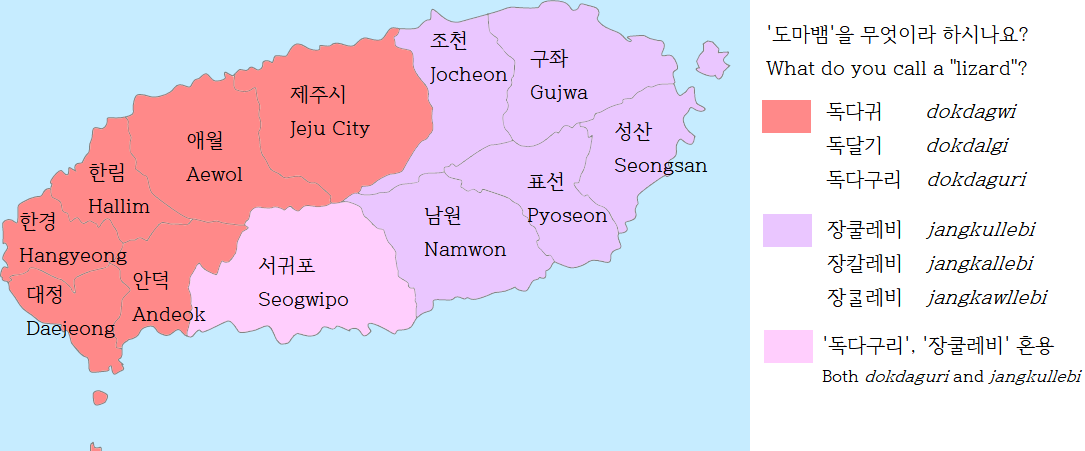
Có thể thấy khác biệt đông-tây đối với từ "thằn lằn". Đông Seogwipo dùng 장쿨레비 jangkullebi còn tây Seogwipo dùng 독다구리 dokdaguri.
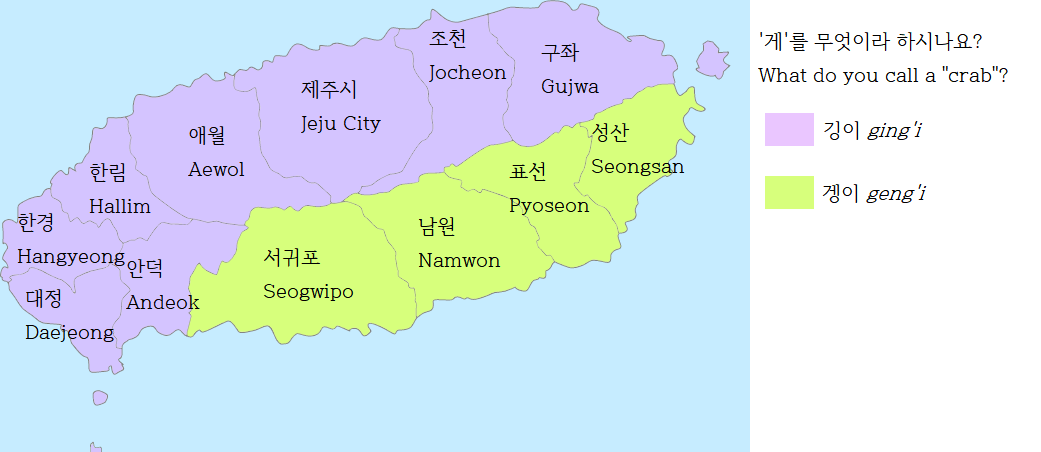
Sự phân biệt bắc-nam phần nào rõ rệt hơn với từ "cua"